# 127. vestlige længdekreds
Den 127. vestlige længdekreds (eller 127 grader vestlig længde) er en længdekreds, der ligger 127 grader vest for nulmeridianen. Den løber gennem Ishavet, Nordamerika, Stillehavet, det Sydlige Ishav og Antarktis.